# Литуэче
Литуэче (исп. Litueche) — посёлок  в Чили. Административный центр одноименной коммуны. Население — 2479 человек (2002). Посёлок  и коммуна входит в состав провинции Карденаль-Каро и области Либертадор-Хенераль-Бернардо-О’Хиггинс.
Территория — 619 км². Численность населения — 6 294 жителя (2017). Плотность населения — 10,2 чел./км².

## Расположение
Посёлок  расположен в 93 км на запад от административного центра области города Ранкагуа и в 40 км на северо-восток от административного центра провинции  города Пичилему.
Коммуна граничит:
- на севере — c коммуной Сан-Педро
- на востоке — с коммуной Лас-Кабрас
- на юго-востоке — c коммуной Ла-Эстрелья
- на юге — c коммуной Марчиуэ
- на северо-западе — c коммуной Навидад

На западе коммуны расположен Тихий океан.

## Демография
Согласно сведениям, собранным в ходе переписи 2017 г  Национальным институтом статистики (INE),  население коммуны составляет:
| Полное население                          | Полное население                          | Полное население                          | Полное население                          | Полное население                          | 6 294 |
| ----------------------------------------- | ----------------------------------------- | ----------------------------------------- | ----------------------------------------- | ----------------------------------------- | ----- |
| в том числе:                              | Городское население                       | 3 368                                     | Процент городского населения, %           | 53,51                                     |       |
|                                           | Сельское население                        | 2 926                                     | Процент сельского населения, %            | 46,49                                     |       |
|                                           | Мужское население                         | 3 287                                     | Процент мужского населения, %             | 52,22                                     |       |
|                                           | Женское население                         | 3 007                                     | Процент женского населения, %             | 47,78                                     |       |
| Плотность населения, чел/км²              | Плотность населения, чел/км²              | Плотность населения, чел/км²              | Плотность населения, чел/км²              | Плотность населения, чел/км²              | 10,2  |
| Население коммуны в % к населению области | Население коммуны в % к населению области | Население коммуны в % к населению области | Население коммуны в % к населению области | Население коммуны в % к населению области | 0,69  |

| Динамика изменения населения коммуны | Динамика изменения населения коммуны | Динамика изменения населения коммуны | Динамика изменения населения коммуны |
| ------------------------------------ | ------------------------------------ | ------------------------------------ | ------------------------------------ |
| 1992                                 | 2002                                 | 2012                                 | 2017                                 |
| 5466                                 | 5526▲                                | 6118▲                                | 6294▲                                |

## Важнейшие населенные пункты[4]
| № | Населённый пункт       | Населённый пункт (исп.) | Категория | Население чел. (2002) | На карте                        |
| - | ---------------------- | ----------------------- | --------- | --------------------- | ------------------------------- |
| 1 | Литуэче                | Litueche                | город     | 2479                  | 34°07′02″ ю. ш. 71°43′34″ з. д. |
| 2 | Келентаро-Сентро       | Quelentaro Centro       | поселок   | 234                   | 34°01′25″ ю. ш. 71°32′36″ з. д. |
| 3 | Сан-Висенте-де-Пукалан | San Vicente de Pucalán  | поселок   | 148                   | 34°00′45″ ю. ш. 71°43′01″ з. д. |
| 4 | Манкеуэ                | Manquehue               | поселок   | 107                   | 34°07′58″ ю. ш. 71°42′50″ з. д. |
| 5 | Ранкилько              | Ranquilco               | поселок   | 104                   | 34°03′52″ ю. ш. 71°42′02″ з. д. |
| 6 | Матансилья             | Matancilla              | поселок   | 96                    | 34°04′10″ ю. ш. 71°36′27″ з. д. |